# Gens Cepasia
La gens Cepasia (en latín: Caepasia) era una familia plebeya en la antigua Roma. Se conoce principalmente por dos hermanos, Cayo y Lucio Cepasio, quienes obtuvieron el cargo de cuestor gracias a su habilidad en la oratoria. Cicerón los describe como contemporáneos de Quinto Hortensio y menciona que su estilo retórico era relativamente simple. Se conocen varios miembros de esta gens a partir de las primeras inscripciones cristianas en Roma, incluidos varios niños.

## Miembros
- Cayo Cepasio, orador contemporáneo de Hortensio, que se convirtió en cuestor gracias a su capacidad retórica.
- Lucio Cepasio, hermano de Cayo, quien también sirvió como cuestor gracias a su habilidad en la oratoria.
- Cepasio Severiano, esposo de Valeria Severiana y yerno de Publia Ovinia Dionisia, a quien él y su esposa dedicaron un monumento en Novara en la Galia Cisalpina, que data de la primera mitad del siglo II.[5]
- Cepasia Valeriana, enterrada en una tumba del siglo II, posiblemente construida por su marido, en Vercellae en la Cisalpine Galia.[6]
- Tito Cepasio Maxumus, enterrado en el actual sitio de Abertura, al sur de la ciudad romana de Turgalium.[7]
- Cepasio Secundo, un soldado de la decimotercera legión, cumplió un voto a Silvano, según una inscripción en Ad Fines en Panonia Superior, que data de finales del siglo II o III.[8]
- Aurelia Cepasia, una niña enterrada en Roma en algún momento del siglo III.[9]
- Cepasio, un joven enterrado en Roma, de diecisiete años, con un monumento de sus padres.[10][11]
- Cepasia, joven enterrada en Roma, de veintitrés años, el cuarto día antes de los idus de enero (10 de enero).[12][13]
- Cepasia, enterrada en Roma el cuarto día antes de las nones de noviembre (2 de noviembre).[14][15]
- Cepasio, un niño enterrado en Roma, de seis años.[16]
- Cepasia, una niña enterrada en Roma, de nueve años y veinticinco días, el cuarto día antes de las calendas de octubre (28 de septiembre).[17]
- Cepasia, una niña enterrada en Roma, de cinco años.[18]
- Cepasia, esposa de Lucrecio Germano, nombrada en un sepulcro familiar en Roma.[19]
- Cepasio, nombrado en una inscripción funeraria de Roma.[20]
- Cepasia, esposa de Frontoniano, enterrada en Roma, a la edad de veintiocho años, el séptimo día antes de los idus de julio (8 de julio).[21][22]